# Symplocos vidalii
Symplocos vidalii är en tvåhjärtbladig växtart som beskrevs av Robert Allen Rolfe. Symplocos vidalii ingår i släktet Symplocos och familjen Symplocaceae. Inga underarter finns listade i Catalogue of Life.